# Le plus grand français de tous les temps
Le plus grand français de tous les temps (Il più grande francese di tutti i tempi) è una trasmissione televisiva francese andata in onda su France 2 nel 2005 che per gioco ha eletto il più grande francese di tutti i tempi. La trasmissione è un format che prende origine dallo show 100 Greatest Britons trasmesso dalla BBC nel 2002.

## La classifica finale
1. Charles de Gaulle
2. Louis Pasteur
3. Abbé Pierre
4. Marie Curie
5. Coluche
6. Victor Hugo
7. Bourvil
8. Molière
9. Jacques Cousteau
10. Édith Piaf
11. Marcel Pagnol
12. Georges Brassens
13. Fernandel
14. Jean de La Fontaine
15. Jules Verne
16. Napoléon Bonaparte
17. Louis de Funès
18. Jean Gabin
19. Daniel Balavoine (cantante pressoché sconosciuto in Italia)
20. Serge Gainsbourg
21. Zinédine Zidane
22. Charlemagne
23. Lino Ventura
24. François Mitterrand
25. Gustave Eiffel
26. Émile Zola
27. Suora Emmanuelle (religiosa)
28. Jean Moulin
29. Charles Aznavour
30. Yves Montand
31. Jeanne d'Arc
32. Maresciallo Leclerc
33. Voltaire
34. Johnny Hallyday
35. Antoine de Saint-Exupéry
36. Claude François
37. Christian Cabrol (chirurgo cardiaco)
38. Jean-Paul Belmondo
39. Jules Ferry
40. Louis Lumière
41. Michel Platini
42. Jacques Chirac
43. Charles Trenet
44. Georges Pompidou
45. Michel Sardou (cantante)
46. Simone Signoret
47. Haroun Tazieff (vulcanologo)
48. Jacques Prévert
49. Éric Tabarly
50. Luigi XIV
51. David Douillet (judoka vincitore di due ori olimpici e quattro mondiali)
52. Henri Salvador
53. Jean-Jacques Goldman
54. Jean Jaurès
55. Jean Marais
56. Yannick Noah
57. Albert Camus
58. Dalida
59. Léon Zitrone (giornalista televisivo e presentatore)
60. Nicolas Hulot
61. Simone Veil
62. Alain Delon
63. Patrick Poivre d'Arvor (giornalista e scrittore)
64. Aimé Jacquet
65. Francis Cabrel
66. Brigitte Bardot
67. Guy de Maupassant
68. Alexandre Dumas
69. Honoré de Balzac
70. Paul Verlaine
71. Jean-Jacques Rousseau
72. Maximilien de Robespierre
73. Renaud
74. Bernard Kouchner
75. Claude Monet
76. Michel Serrault
77. Auguste Renoir
78. Michel Drucker
79. Raimu
80. Vercingetorige
81. Raymond Poulidor
82. Charles Baudelaire
83. Pierre Corneille
84. Arthur Rimbaud
85. Georges Clemenceau
86. Gilbert Bécaud
87. José Bové
88. Jean Ferrat (autore di canzoni e paroliere)
89. Lionel Jospin
90. Jean Cocteau
91. Luc Besson
92. Tino Rossi
93. Pierre de Coubertin
94. Jean Renoir
95. Gérard Philipe
96. Jean-Paul Sartre
97. Catherine Deneuve
98. Serge Reggiani
99. Gérard Depardieu
100. Françoise Dolto (psicanalista)

## Il format
Seguendo l'esempio della trasmissione della BBC del 2002, il "contest" si è esteso a molti paesi del globo terracqueo, dall'India al Sudafrica si sono imposti spesso personaggi storici di valore assoluto, ma non senza qualche sorpresa.